# Lorica plumata

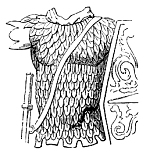
Ilustración de Lorica Plumata en un antiguo monumento.

Una lorica plumata es una de las loricas (armaduras) existentes en la legión romana, reservada para su uso por altos mandos militares (tribunos y rangos superiores, especialmente generales) debido al alto costo de producción y mantenimiento. Se desconoce el nombre que los romanos usaron para este tipo de armadura, pero los estudiosos la describieron como lorica plumata por ser un término descriptivo, refiriéndose a su parecido con el plumaje de un pájaro.
La lorica plumata era básicamente una cota de malla parecida a la lorica squamata, una armadura formada por pequeñas escamas o placas de metal superpuestas en forma de plumas unidas a anillos cosidas en túnicas de lino o de cuero. Requerían mano de obra especializada y mucho tiempo para confecionarla, lo que la convertía en un equipamiento militar costoso, y aunque se duda de su utilidad real en combate, podría ser una forma de impresionar a los soldados ante su espectacular apariencia. 
Este tipo de armadura no tiene mangas y aunque no se ha encontrado ninguna completa, es posible que se pudiese abrir lateralmente o por la espalda. Para el historiador romano Marco Juniano Justino esta lorica plumata proviene de una armadura de los partos.